# Boghos Boghossian
Boghos Khatchadourov Boghossian (en bulgare : Бохос Хачадуров Бохосян ; en arménien : Բողոս Խաչադուրով Բողոսյան) est un militaire bulgare né le 3 août 1869 à Plovdiv et mort le 21 novembre 1916 à Prilep,.

## Biographie
Boghos Boghossian né le 3 août 1869 à Plovdiv dans une éminente famille arménienne de la ville. Il est en effet le petit-fils du marchand d'origine russe Artin Gidikov et l'arrière-petit-fils de l'arménien Stepan Hindlian. Il est cofondateur du premier centre communautaire arménien de Bulgarie, le centre Krasirats, à Plovdiv.
Il étudie au Collège français d'Odrin, puis à l'École militaire nationale Vassil Levski à Sofia, d'où il ressort diplômé de la 14e promotion en 1892 avec le grade de sous-lieutenant. C'est à cette époque qu'il rencontre Boris Drangov. En 1896, il fut promu lieutenant et en 1902 capitaine. Il participera à l'Insurrection d'Ilinden en 1903, puis à la Première et à la Deuxième Guerre balkanique, d'où il ressort avec le grade de major.

Pendant la Première Guerre mondiale, le major Boghossian servit comme commandant de compagnie du 27e régiment d'infanterie de Tchepin, qui faisait partie de la 2e division d'infanterie thrace. Pour son comportement pendant la guerre, il reçut en 1917 l'Ordre de la Bravoure. En 1916, le maréchal August von Mackensen lui décerna l'ordre allemand de la Croix de fer. Il fut ensuite promu au grade de lieutenant-colonel,.

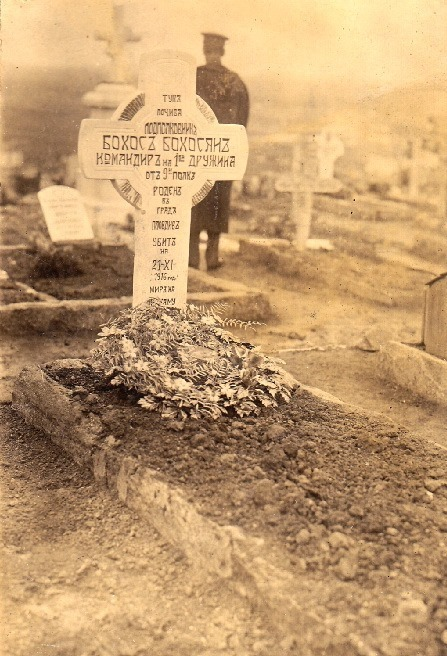
La tombe de Boghos Boghossian, à Prilep

Boghossian est blessé par un éclat d'obus au détour de la rivière Tcherna. Il meurt de ses blessures à l'hôpital militaire de Prilep le 21 novembre 1916. Enterré au cimetière allemand de Prilep (certaines sources le disent enterré dans la cour de l'église de Prilep), il est nommé colonel à titre posthume,.

### Famille
Le colonel Boghos Boghossian est marié et père de 3 enfants.

## Grades militaires
- Sous-lieutenant (6 septembre 1892)
- Lieutenant (1896)
- Capitaine (2 mai 1902)
- Major (18 mai 1914)
- Lieutenant-colonel
- Colonel

## Récompenses
- Croix de fer (1916)
- Ordre de la Bravoure, IV degré, 1ère classe (1917)